# 高殿民
高殿民（1954年11月27日—2016年11月11日）河北省深泽县人，中华人民共和国记者、新华通讯社体育新闻编辑部主任、新华通讯社驻伦敦分社社长，国际奥林匹克委员会新闻委员会委员。

## 生平
高殿民生於河北省深泽县。1977年自大连外国语学院毕业後，被分配进入新华通讯社对外新闻编辑部，1978年开始体育报道工作。1984年，在洛杉矶奥运会上报道了许海峰夺得中国代表团首枚金牌、实现中国奥运金牌“零”突破的消息，成为历史上报道中国奥运金牌的第一人。高殿民撰写的《许海峰实现零的突破》稿件，获得1984年全国新闻评选特等奖，后来还曾被选入中学语文课本。他连续参加了洛杉矶（1984年）、汉城（1988年）、巴塞罗那（1992年）、亚特兰大（1996年）、悉尼（2000年）、雅典（2004年）、北京（2008年）、伦敦（2012年）、里约（2016年）九届夏季奥运会的报道。从雅典奥运会到里约奥运会，高殿民连续四次成为奥运火炬手，是参加奥运火炬传递活动次数最多的中国媒体人之一。
高殿民曾任新华通讯社体育新闻编辑部主任。2010年至2016年任新华通讯社驻伦敦分社社长。2016年3月，高殿民在新华社退休。他曾任国际田联新闻委员会委员、国际排联新闻委员会委员、北京奥运城市发展促进会委员、中国体育记者协会副主席等职务，退休後仍兼任国际奥委会新闻委员会委员。
2016年11月11日，高殿民作为国际奥委会新闻委员会委员在韩国平昌参加国际奥委会媒体大会期间，突发心脏病逝世，享年62岁。11月12日，国际奥委会新闻委员会在平昌为高殿民举行了追思仪式。本来高殿民是准备在这次会议上卸任国际奥委会新闻委员会委员职务的。在这次追思仪式上，国际奥委会新闻委员会向高殿民颁发了原来为纪念他卸任职务而准备的金质奥运五环纪念雕塑，基座上写有：“高殿民，为国际奥委会新闻委员会出色服务20年。”新华通讯社代表接受了纪念雕塑。此外，国际田联等国际体育组织、体育新闻机构及世界各国的友人也表示了深切哀悼。2016年11月18日，高殿民同志告别仪式在北京市八宝山革命公墓举行。国家体育总局领导、国际奥委会官员、新华社领导及媒体人士等参加告别仪式，许海峰也来到现场告别。

## 家庭
高殿民和妻子王亚育有一子一女。